# Haarzieher

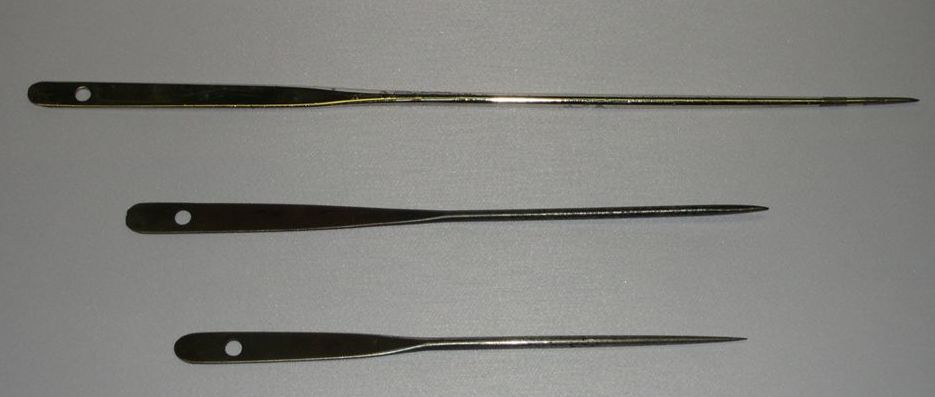
Haarzieher in verschiedenen Größen

Ein Haarzieher ist ein ca. 15 cm langes nadelähnliches Polsterwerkzeug, mit dem eine Fasson in „Form“ gebracht wird. Der Haarzieher wird unter die Fassonleinwand gestochen und das Füllmaterial, zum Beispiel Rosshaar oder Elancrin, gleichmäßig verteilt.
Die stumpfe Seite des Haarziehers kann bei den Bezugsarbeiten sehr hilfreich sein. Mit ihr kann man den Stoff gut in Zwischenräume zwischen Polster und Rahmengestell schieben.